# VilaWeb

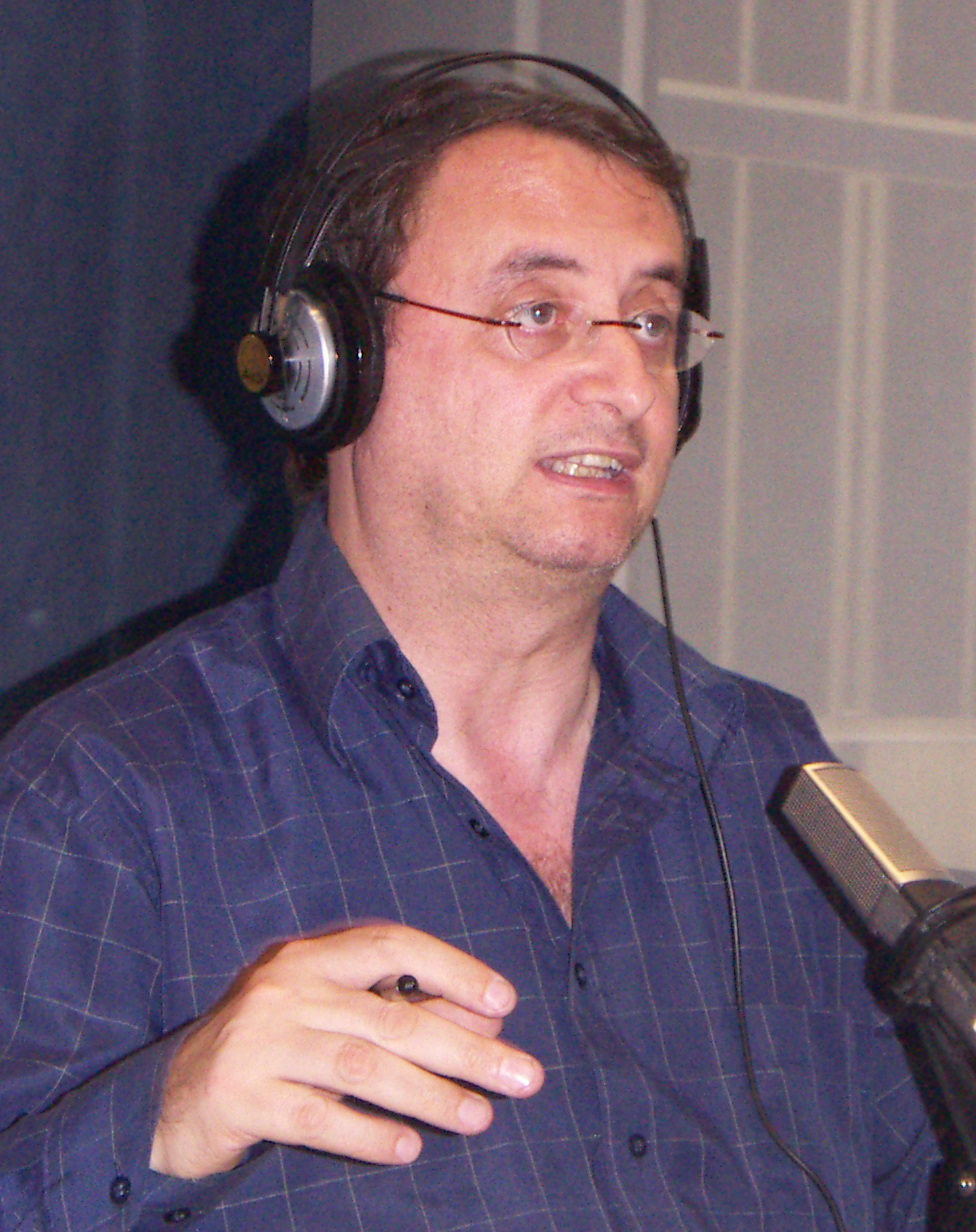
Vicent Partal, impulsor de VilaWeb.

VilaWeb es un portal informativo español. Impulsado por el periodista Vicent Partal, es el portal más antiguo en catalán, y uno de los medios de comunicación digitales más importantes en esta lengua. El diario tiene una línea editorial de izquierda independentista.

## Historia
Surgió originalmente con el nombre de La Infopista en el año 1995. En unos años pasó de tener unos cien accesos por semana a una media diaria de casi cuatro mil, teniendo en la actualidad 863 796 visitantes, convirtiéndose en el estandarte del pancatalanismo en internet. El portal ha sido subvencionado por la Generalidad de Cataluña, y promueve la creación de los llamados «países catalanes».
Es miembro de la Asociación Europea de Diarios en Lenguas Minoritarias o Regionales (MIDAS).
En el año 2004 se le concedió el Premio Nacional de Periodismo de Cataluña. En el año 2014 se lanzó una versión del portal en idioma inglés, coordinada por Liz Castro.
Vincent Partal fue noticia en la prensa nacional española for afirmar que se alegraba de que empresas catalanas abandonaran Cataluña con vistas a la futura República Catalana.